# Мебарки, Али
Али Мебарки (араб. علي مباركي‎; 28 декабря 1944, Пьерфон, Франция) — алжирский боксёр, участник летних Олимпийских игр 1968 года.

## Спортивная биография
Заниматься боксом Али Мебарки начал в 1963 году в провинции Тизи-Узу. За свою любительскую карьеру Мебарки восемь раз становился чемпионом Алжира по боксу. В 1967 году Али принял участие в Средиземноморских играх.
В 1968 году Али принял участие в летних Олимпийских играх в Мехико. В первом же раунде в категории до 57 кг Мебарки уступил марокканцу Мохамеду Суруру 1:4 и выбыл из турнира. Любительская карьера не приносила Мебарки никакого дохода и из-за этого он принял предложение переехать во Францию и перейти в профессиональный бокс.
В апреле 1972 года Мебарки впервые принял участие в профессиональном боксёрском поединке. Соперником Али стал француз Сулейман Ба-Тьерно. Бой завершился вничью. Всего на профессиональном ринге Мебарки провёл 6 боёв, в которых одержал 2 победы, трижды свёл бой вничью и потерпел одно поражение.
В 32 года Мебарки завершил свою спортивную карьеру. После этого Али закончил тренерские курсы и несколько лет работал тренером в Пикардии.

## Личная жизнь
Дети — сын Седрик и дочь Сесиль.